# Маунт-Плезант (авиабаза)
Аэропорт Маунт-Плезант (IATA: MPN, ICAO: EGYP) ( также известный как комплекс Маунт-Плезант или MPA) — военно-воздушная база Королевских ВВС, а также единственный международный аэропорт на британской заморской территории Фолклендских островах. Аэродром носит девиз «Защищай правое дело» (в то время как девиз островов — «Стремись к правому делу») и является частью Британских войск на островах Южной Атлантики (BFSAI). Здесь проживает от 1000 до 2000 британских военнослужащих. Аэродром находится примерно в 33 милях (53 км) к юго-западу от Стэнли, столицы Фолклендских островов, на острове Восточный Фолкленд. Самый длинный в мире коридор длиной 2600 футов (800 м) соединяет казармы, столовые, зоны отдыха и развлечений на станции. Из-за своей унылой и зловещей атмосферы он был прозван персоналом «коридором Звезды Смерти» до того, как его перестроили, перекрасили и переименовали в «коридор Тысячелетия».

## Задачи и формирования
База служит основой для противовоздушной обороны и транспортных операций в южной части Атлантического океана и является местом дислокации 905-го экспедиционного авиационного крыла, входящего в состав британских войск на островах Южной Атлантики. Крыло состоит из двух звеньев Королевских ВВС, которые используют различные типы самолётов:
1) Четыре истребителя Eurofighter Typhoon Tranche 1 эксплуатируются 1435-м звеном, который обеспечивает противовоздушную оборону Фолклендских островов, Южных Сандвичевых островов и Южной Георгии.
2) 1312-е звено использует Voyager KC2, который применяется для заправки в воздухе и транспортировки. Voyager работает вместе с Airbus A400M Atlas C1, обеспечивая тактические перевозки, морское патрулирование, поисково-спасательные операции и гуманитарную помощь.
Кроме того, гражданская компания Bristow Helicopters (BIH) эксплуатирует два Sikorsky S-92 для перевозки персонала и оборудования, а также два AgustaWestland AW189 для поисково-спасательных операций.
Британская армия содержит гарнизон на Фолклендских островах, базирующийся в Маунт-Плезант. Он включает в себя: роту пехоты (на ротационной основе), зенитно-ракетное подразделение (ЗРК «Рапира»), отряд по обезвреживанию боеприпасов, инженеров и вспомогательные подразделения.
Существует также Объединённое подразделение связи (JCU), обеспечивающее радиоэлектронную борьбу и системы командования и управления для Королевского военно-морского флота, британской армии и Королевских военно-воздушных сил.